# Nea Pafos
Park Archeologiczny Nea Pafos – kompleks archeologiczny obejmujący ruiny starożytnego greckiego i rzymskiego miasta zlokalizowanego w pobliżu portu współczesnego miasta Pafos na Cyprze.
Wykopaliska datowane są na czasy od starożytności do średniowiecza. Za najważniejsze odkrycia uważane są rzymskie wille – Dom Dionizosa, Dom Aiona, Willa Tezeusza, o nazwach pochodzących od znalezionych w nich mozaik podłogowych. Na terenie wykopalisk odnaleziono również agorę, odeon, asklepiejon, bazylikę.
Park wraz z pobliskimi Grobowcami Królewskimi i świątynią Afrodyty w Kukli wpisany został na Listę światowego dziedzictwa UNESCO.

## Historia
Miasto założone przez Nikoklesa, króla Pafos w IV wieku p.n.e. jako ośrodek administracyjno-gospodarczy królestwa, po podbiciu przez egipską dynastię Ptolomeuszy spełniał funkcję bazy floty wojennej. Po trzęsieniu ziemi, które dotknęło Pafos w IV wieku, cesarz rzymski Konstans przeniósł stolicę wyspy do Salaminy. Utrata znaczenia i późniejsze najazdy arabskich piratów przyczyniły się do upadku miasta i opuszczenia go przez mieszkańców.

## Wykopaliska
Ważniejsze zabytki odkryte na terenie parku archeologicznego:
- Dom Dionizosa – pozostałości willi zbudowanej pod koniec II wieku p.n.e., o powierzchni 2000 m² z czego 556 m² podłóg pokrytych zachowanymi mozaikami ze scenami mitologicznymi, łowieckimi i historycznymi. Przewodnim tematem mozaik jest mit odkrycia i przekazania ludzkości wytwarzania wina przez Dionizosa[4];
- Dom Orfeusza – przedsionek domu jest ozdobiony mozaiką przedstawiającą Orfeusza wśród zwierząt. W kolejnym pomieszczeniu znajdują się dwa panele mozaikowe: jeden przedstawiający Herkulesa i lwa nemejskiego, a drugi Amazonkę z koniem;
- Willa Tezeusza – zbudowana w drugiej połowie II wieku na ruinach wcześniejszych domów z okresu hellenistycznego i wczesnego okresu rzymskiego, była użytkowana do VII wieku. Znaczne rozmiary willi (składała się z ponad 100 pokoi) sugerują, że prawdopodobnie była rezydencją gubernatora Cypru. Wiele pokoi i trzy z czterech portyków wokół centralnego dziedzińca dekorowane są mozaikami z motywami geometrycznymi. Najstarsza z nich, przedstawiająca Tezeusza i Minotaura, datowana jest na koniec III wiek lub początek IV wieku, z wyraźnymi późniejszymi uzupełnieniami wykonanymi prawdopodobnie po trzęsieniach ziemi w połowie IV wieku;
- Dom Aiona – odkryto tam jedną z najpiękniejszych mozaik datowaną na połowę IV wieku n.e. Składa się z pięciu paneli figuralnych przedstawiających narodziny Dionizosa, Ledę z łabędziem, konkurs piękności między Kasjopeją i Nereidami, Apollo i Marsjasz oraz Triumf Dionizosa.
- Agora – z datowanej na II wiek budowli zachowały się fundamenty czterech portyków otaczających dziedziniec i fragmenty niektórych budynków;
- Odeon – odeon zbudowany w II wieku ze starannie ociosanych bloków wapiennych. Aktualnie odrestaurowany, jest miejscem wydarzeń teatralnych i muzycznych[5];
- Bazylika Chrysopolitissa – jedna z największych bazylik wybudowanych na wyspie w VI wieku[6]. Pierwotnie miała siedem naw, zredukowanych do pięciu podczas późniejszej przebudowy. Bogata geometryczna dekoracja mozaikowych posadzek bazyliki datowana jest na IV i VI wiek n.e. W nawie środkowej zachowały się trzy unikalne sceny figuralne przedstawiające chrześcijańskie alegorie. Po zniszczeniu bazyliki, w XI wieku na tym miejscu wybudowano kościół bizantyjski. Kolejny kościół, zbudowany w XV wieku, jest od 1987 roku  świątynią katolicką, ale służy też wiernym Kościoła anglikańskiego[7].
- Zamek 40 kolumn (Saranta Kolones[8]) – ruiny zamku z początku XIII wieku, wzniesionego przez panujący na Cyprze ród Lusignanów w miejscu wcześniejszego zamku bizantyjskiego, a zrujnowanego przez trzęsienie ziemi 11 maja 1222 roku[5].

## Galeria

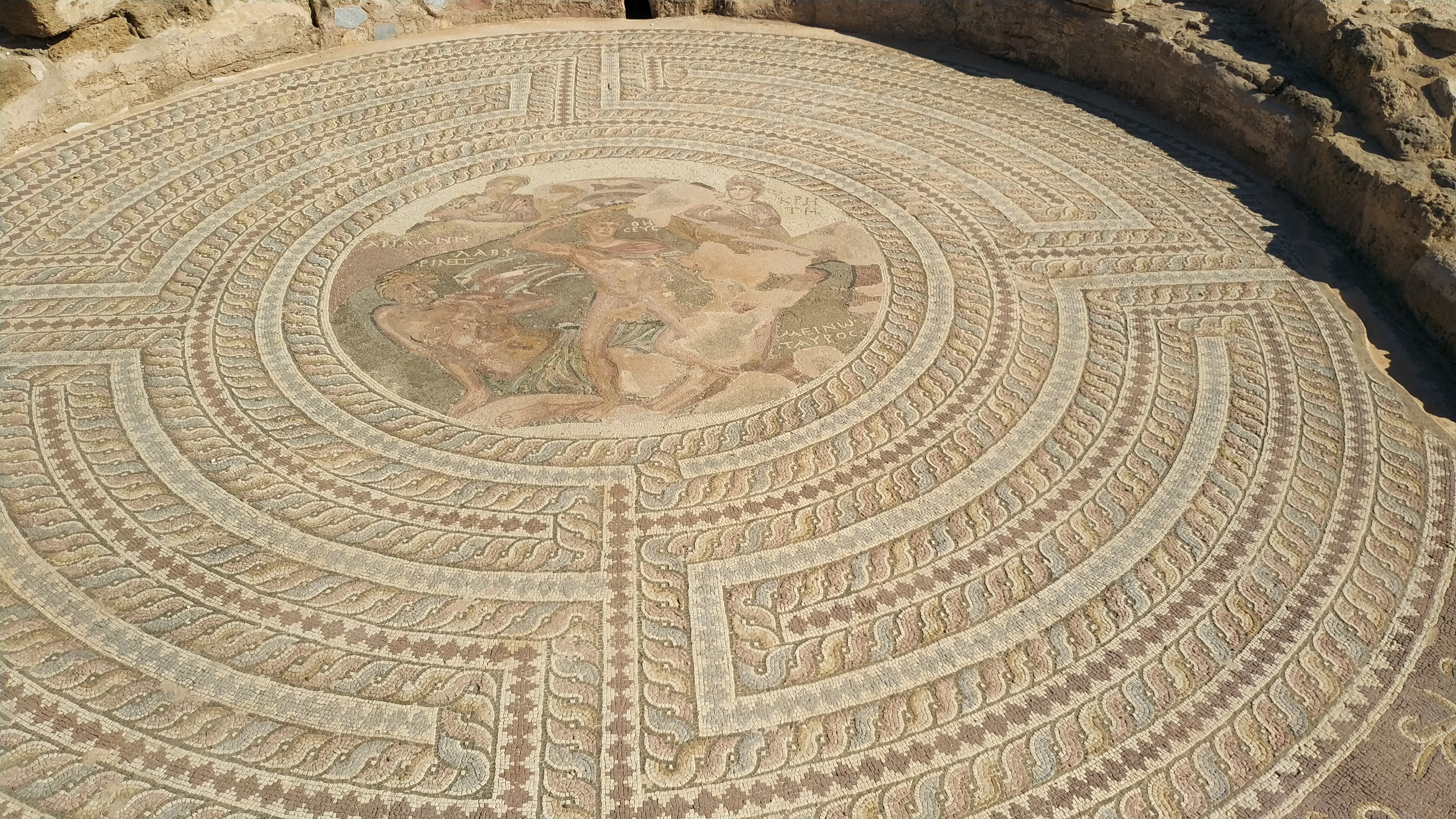
Mozaika z Willi Tezeusza
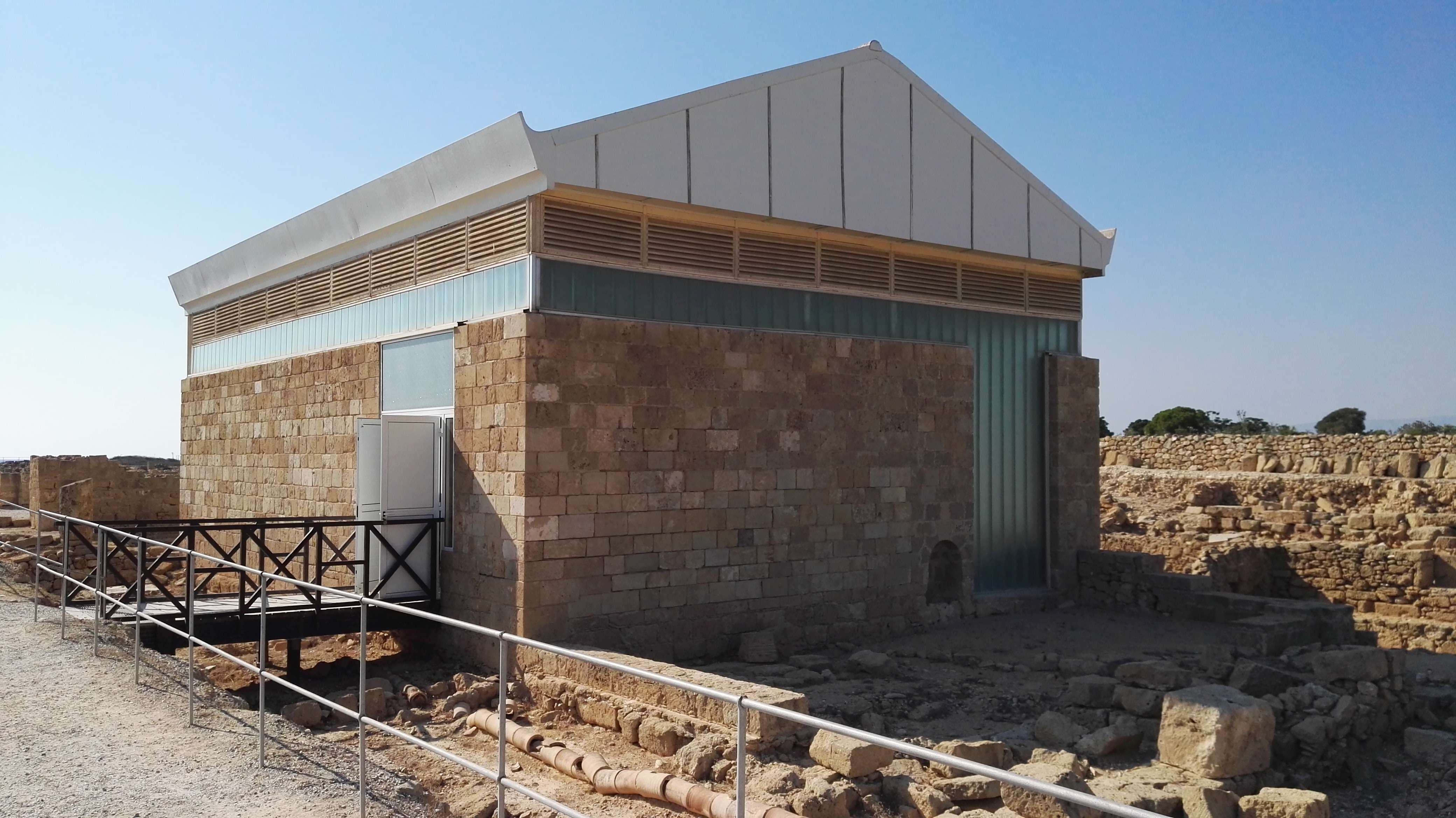
Budynek chroniący pozostałości Domu Aiona
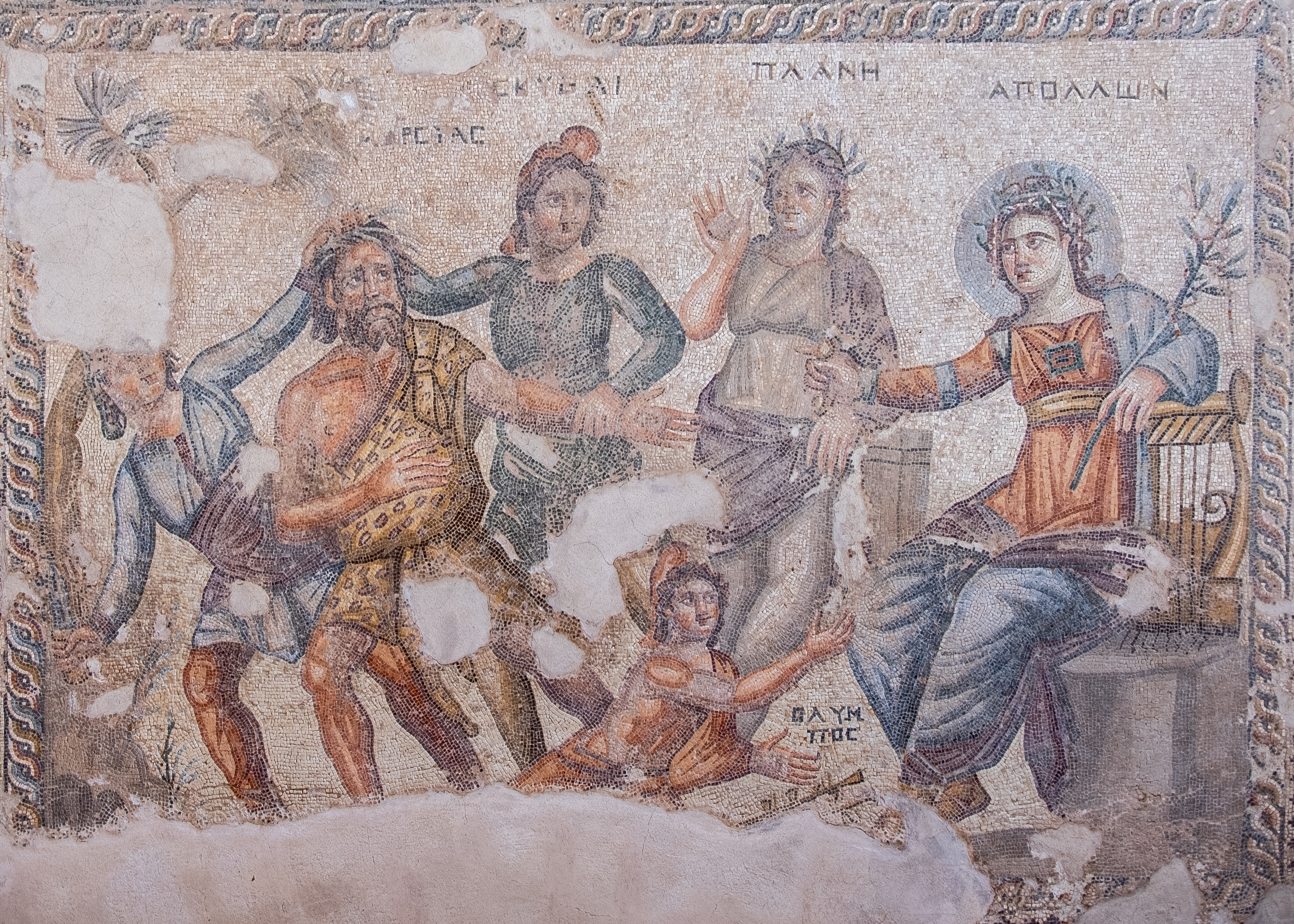
Mozaika „Apollo i Marsjasz” z Domu Aiona
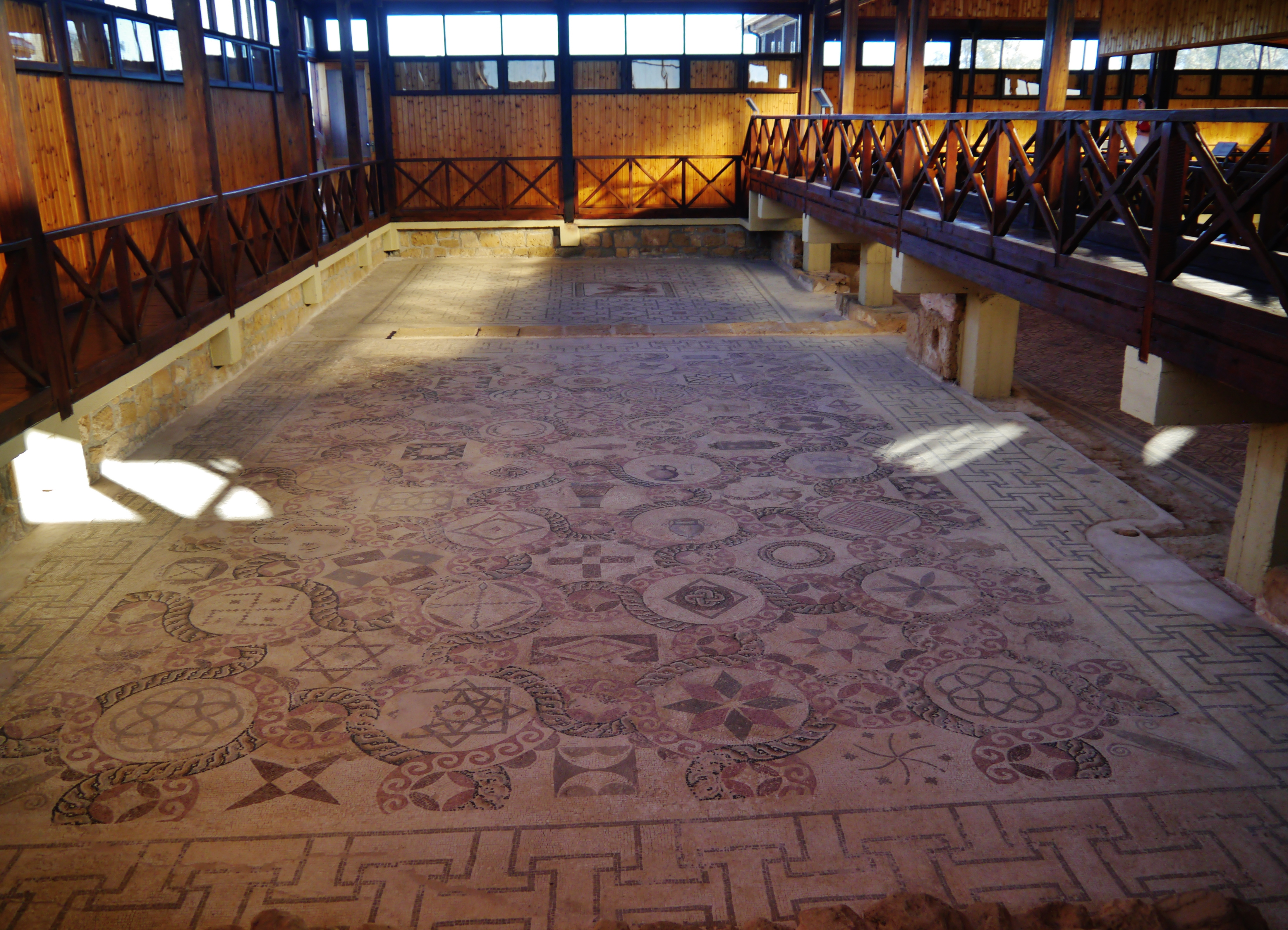
Mozaika w Domu Dionizosa
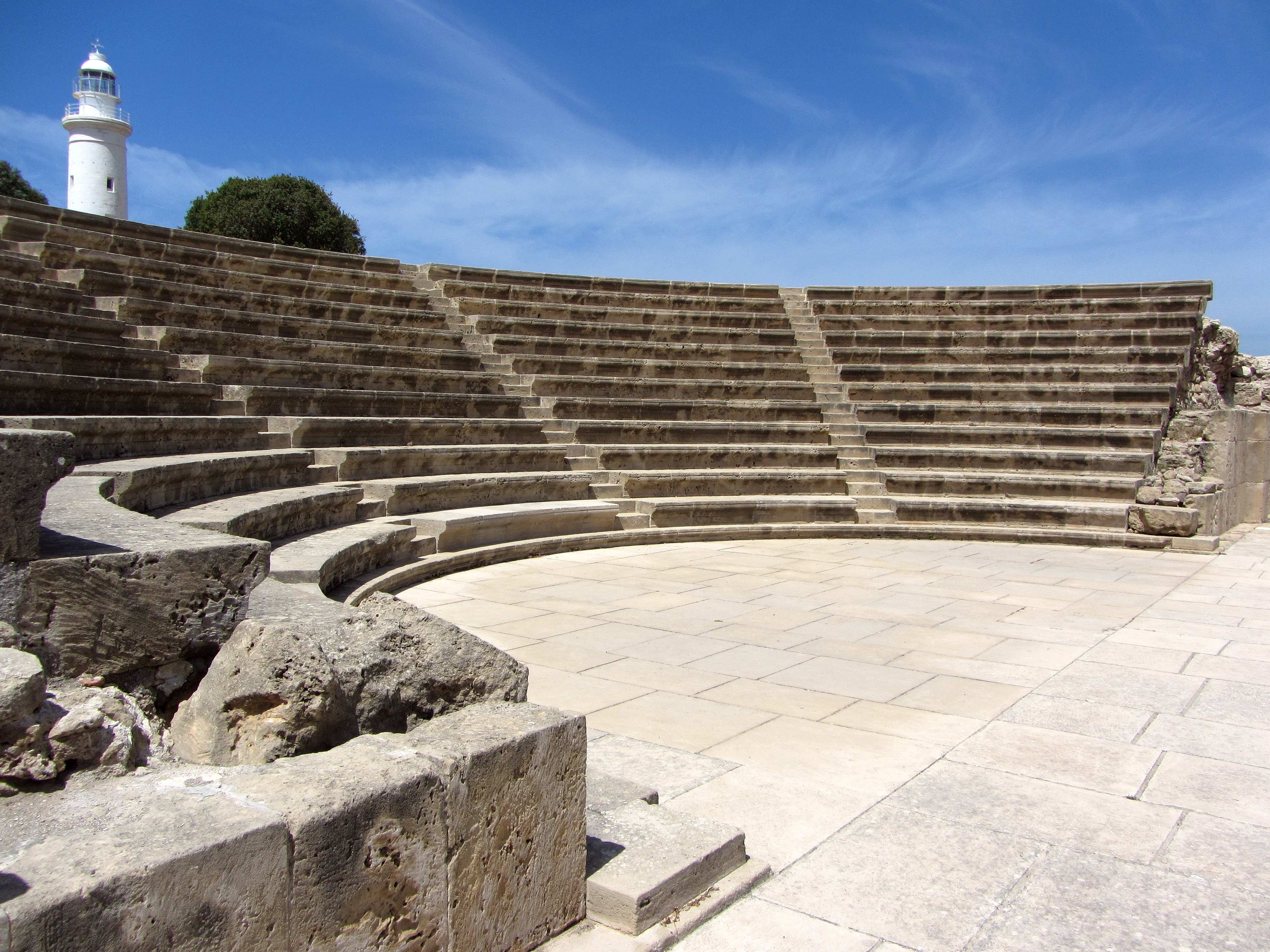
Odeon
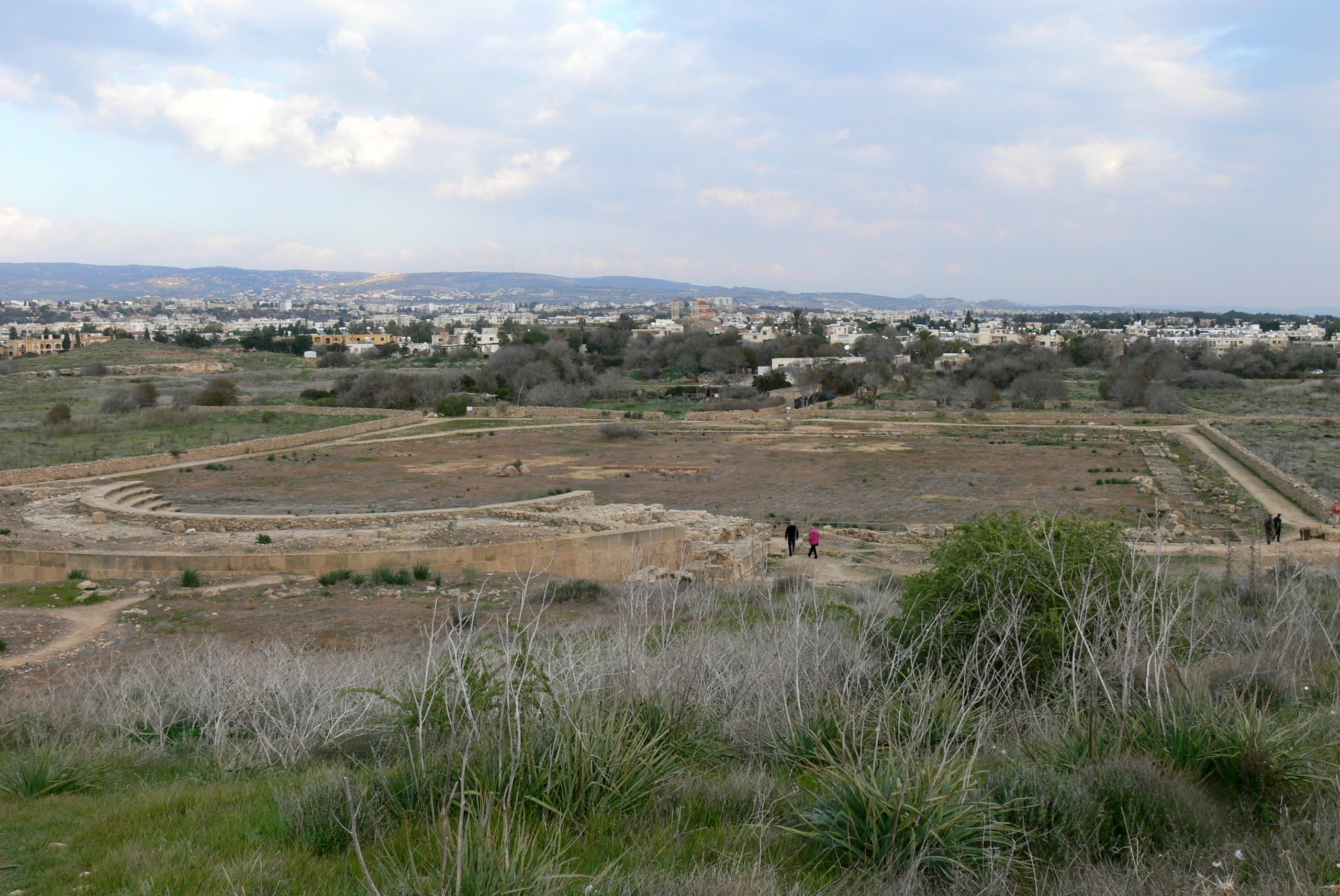
Miejska agora
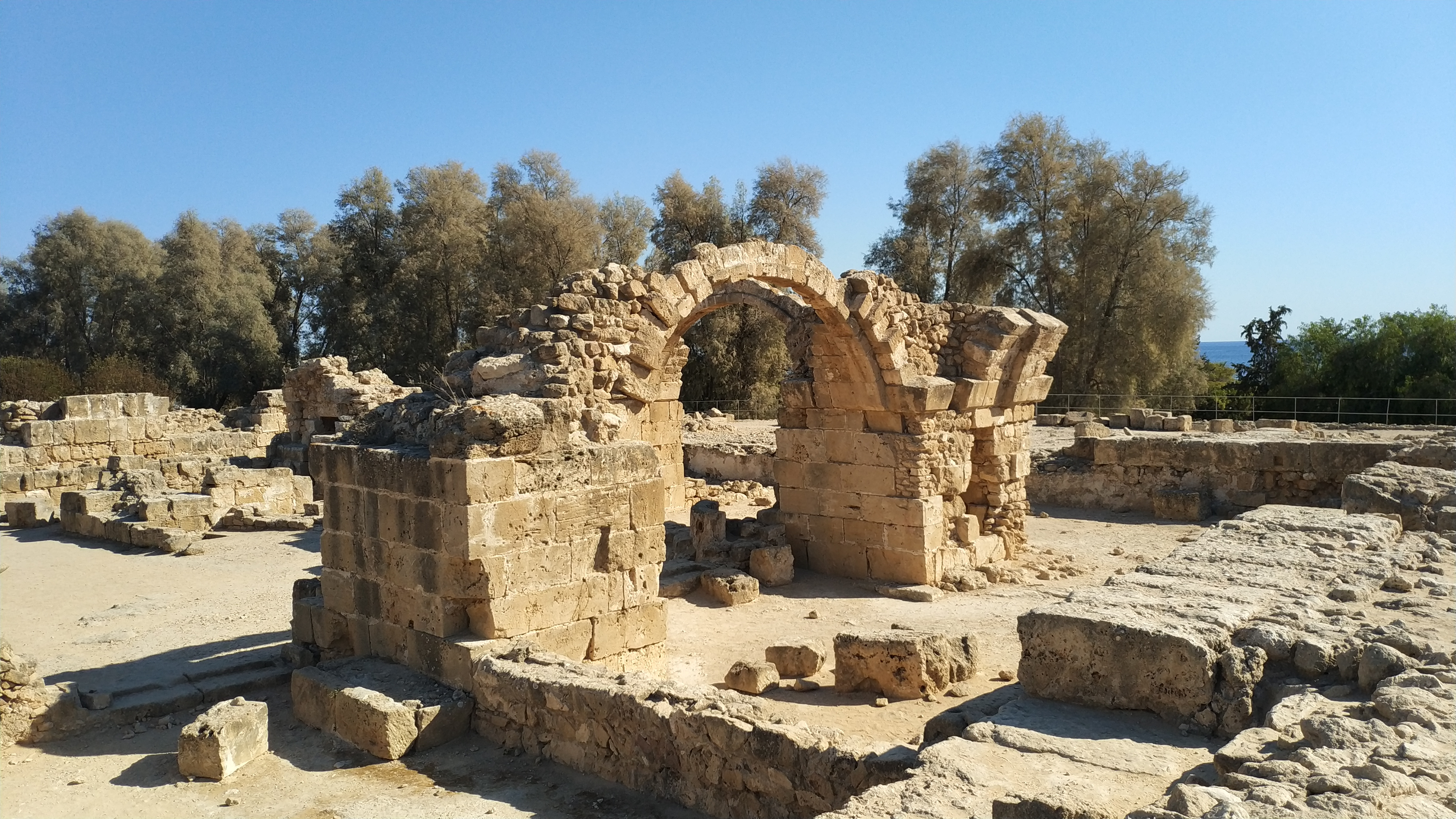
Zachowany łuk Zamku 40 kolumn

## Polskie misje archeologiczne
W 1964 roku profesor Kazimierz Michałowski, założyciel Centrum Archeologii Śródziemnomorskiej Uniwersytetu Warszawskiego, po raz pierwszy odwiedził Nea Pafos na zaproszenie Cypryjskiego Departamentu Starożytności. Powrócił w czerwcu 1965 roku z pierwszą ekspedycja archeologiczną. Pierwsze odkrycia dokonane zostały w południowo-zachodniej części Nea Pafos, gdzie znaleziono skarb srebrnych monet z czasów panowania Filipa III Macedońskiego i Aleksandra Wielkiego oraz marmurowe posągi Asklepiosa i Artemidy. Podczas wykopalisk w 1969 roku odkryto mozaikę przedstawiającą Tezeusza zabijającego Minotaura w Willi Tezeusza. Kolejnymi kierownikami polskich ekspedycji byli prof. Wiktor Andrzej Daszewski (1971–2007) i dr Henryk Meyza (2008–2019). W 1983 r. w domu, który stał się znany jako Dom Aiona, odkryto dużą mozaikę z przedstawieniem Aiona, boga czasu i wieczności. Oprócz badań archeologicznych, ekspedycja prowadzi prace rekonstrukcyjne i konserwatorskie.
W 2011 roku projekt Pafos Agora został rozpoczęty przez zespół z Katedry Archeologii Klasycznej Instytutu Archeologii Uniwersytetu Jagiellońskiego, kierowany przez prof. Ewdoksię Papuci-Władykę. Jego głównym celem jest poszukiwanie hellenistycznej agory, która przypuszczalnie została ukryta pod rzymską.